# Campionato europeo B di football americano 2024-2025
Il campionato europeo B di football americano 2024-2025 (in lingua inglese 2024-2025 American Football European Championship - Group B), noto anche come Europa 2024-2025 in quanto non disputato in uno Stato specifico, è la sesta edizione del campionato europeo B di football americano per squadre nazionali maggiori maschili, prima organizzata dalla IFAF Europe.

## Squadre partecipanti
| Pr. | Squadra     | Data di qualificazione | Qualificata in quanto | Ultima partecipazione |
| --- | ----------- | ---------------------- | --------------------- | --------------------- |
| 1   | Irlanda     |                        |                       | Europa 2022-23        |
| 2   | Paesi Bassi |                        |                       | Esordiente            |
| 3   | Turchia     |                        |                       | Europa 2022-23        |

## Incontri
| Navan 19 ottobre 2024 Incontro 1 | Irlanda | 18 – 13 | Paesi Bassi | Navan Rugby Club |

| Ankara 3 novembre 2024 Incontro 2 | Turchia | 41 – 18 | Irlanda | Yenimahalle Hasan Doğan Stadı |

| Arnhem 17 novembre 2024, ore 15:00 Incontro 3 | Paesi Bassi | 0 – 3 | Turchia |  |

## Classifica
Nella tabella: % = Percentuale di vittorie; G = Incontri giocati; V = Vittorie; P = Pareggi; S = Sconfitte; PF = Punti fatti; PS = Punti subiti; DP = Differenza punti.
| Squadra     | %     | G | V | P | S | PF | PS | DP  |
| ----------- | ----- | - | - | - | - | -- | -- | --- |
| Turchia     | 1.000 | 2 | 2 | 0 | 0 | 44 | 18 | +26 |
| Irlanda     | .500  | 2 | 1 | 0 | 1 | 36 | 54 | -18 |
| Paesi Bassi | .000  | 2 | 0 | 0 | 2 | 13 | 21 | -8  |

## Campione
| Campione Turchia promossa nel Campionato europeo A di football americano 2026-2027. |